# Список государств — членов НАТО
Список государств — членов НАТО содержит государства, подписавшие Вашингтонский договор 4 апреля 1949 года, а также те, которые в дальнейшем присоединились к НАТО в соответствии со статьёй 10 этого договора и последующими соглашениями.
Всего членом Североатлантического альянса являются 32 страны, 3 государства участвуют в программах НАТО по расширению партнёрства, Сербия ведёт переговоры о присоединении к программе индивидуального плана партнёрства с НАТО. За время существования Альянса полностью из него не вышло ни одно государство; Франция покинула военную организацию блока в 1966 году, вернулась в неё в 2009 году.
Государства — члены НАТО в Западной Европе и Северная Америка (регион) играли ключевую роль в Западном блоке Холодной войны.

## Критерии членства
Страны — члены НАТО договорились придерживаться принципов, установленных Вашингтонским договором. Страны, желающие присоединиться к Альянсу, должны пройти многоступенчатый процесс, включающий политический диалог и военную интеграцию, а также соответствовать определённым требованиям, а именно:
- решать международные споры мирным путём;
- демонстрировать преданность принципам верховенства права и прав человека;
- решать мирным путём межэтнические конфликты и внешние территориальные споры, спорные вопросы внутренней юрисдикции, в соответствии с принципами ОБСЕ и с целью стремления к установлению добрососедских отношений;
- устанавливать надлежащий демократический и гражданский контроль над своими вооружёнными силами;
- воздерживаться от угрозы силой или применения силы каким-либо образом, не соответствующим целям ООН;
- способствовать развитию мирных и дружественных международных отношений путём укрепления своих свободных институтов и благодаря содействию укреплению стабильности и благополучия;
- продолжать оказывать полную поддержку и участвовать в работе Совета евроатлантического партнёрства, в программе «Партнёрство ради мира» и развитии сотрудничества со странами-партнёрами, которые не являются членами НАТО;
- демонстрировать преданность делу укрепления стабильности и благополучия через соблюдение принципов экономической свободы, социальной справедливости и ответственности за охрану окружающей среды;
- вносить свой вклад военного характера в коллективную оборону и в исполнение новых задач, стоящих перед Альянсом, а также быть готовыми взять на себя обязательства по постепенному совершенствованию своей обороноспособности;
- должным образом участвовать в работе учреждений НАТО;
- стремиться к осуществлению стандартизации и достижения оперативной совместимости;
- создавать через национальную программу необходимую структуру по вопросам планирования и выполнения таких военных бюджетов, соответствующих определённым приоритетам в сфере обороны и предусматривали соответствующие схемы обучения для ознакомления персонала с существующими в НАТО практикой и процедурами с целью подготовки к возможной в будущем участия в работе структур альянса;
- знакомиться с соответствующими правовыми механизмами и соглашениями, которыми руководствуется НАТО для обеспечения сотрудничества в своей структуре и формальным юридическим процессом, предшествующий членству.

## Государства — члены НАТО
| Государство               | Дата вступления | Общая численность ВС (тыс. человек) | Численность ВС на 1000 населения | Расходы на ВС в процентах к ВВП | Расходы на ВС на душу населения в год (долл.) | Примечания |
| ------------------------- | --------------- | ----------------------------------- | -------------------------------- | ------------------------------- | --------------------------------------------- | --- |
| Албания                   | 1 апреля 2009   | 20                                  | 6,17                             | 1,47                            | 55                                            | Албания присоединилась к Совету североатлантического сотрудничества в 1992 году. В 1994 году стала участником программы «Партнёрство ради мира». В этом же году в штаб-квартире НАТО в Брюсселе было открыто военное представительство Албании при ССАС. В 1999 году Тирана присоединилась к Плану действий относительно членства в НАТО, который был утверждён на Вашингтонском саммите НАТО. В 2003 году Албания, Хорватия и Македония, с целью координации совместного движения в евроатлантические структуры, создали инициативное объединение под названием «Адриатическая хартия». Однако в 2008 году присоединение Македонии к НАТО было заблокировано Грецией. Принципиальное решение о вступлении в Альянс двух других стран было принято на Бухарестском саммите 2008 года. Албания вступила в НАТО 1 апреля 2009 года, накануне саммита Североатлантического альянса в Страсбурге и Кёльне. |
| Бельгия                   | 4 апреля 1949   | 34                                  | 3,94                             | 1,05                            | 504                                           | Одна из стран — основательниц НАТО. Была инициатором встречи в Брюсселе 4 марта 1948 года представителей Бельгии, Великобритании, Люксембурга, Нидерландов и Франции, в результате которой 17 марта 1948 года был подписан Брюссельский договор, что стало началом формирования Североатлантического союза. С 1967 года в столице Бельгии Брюсселе находится штаб-квартира НАТО. |
| Болгария                  | 29 марта 2004   | 68,45                               | 7,85                             | 1,46                            | 121                                           | Одна из стран — основательниц Совета евро-атлантического партнёрства. В мае 1994 года присоединилась к программе «Партнёрство ради мира». Вопрос о членстве в Североатлантическом альянсе встал перед страной в конце 1996 года. Вступление в НАТО в то время поддерживало 20 % населения. 17 февраля 1997 Народное собрание Болгарии почти единогласно приняли решение о вступлении страны в Альянс. В том же году на Мадридском саммите Болгария получила статус страны — кандидата на членство в НАТО. С 29 марта 2004 года Болгария — член НАТО. Она вошла в состав Альянса в рамках масштабного расширения Североатлантического союза, которое состоялось накануне Стамбульского саммита. |
| Великобритания            | 4 апреля 1949   | 187,97                              | 3,14                             | 2,49                            | 908                                           | Одна из стран — основательниц и идейных вдохновительниц создания НАТО. Правительство лейбористов во главе с Клементом Эттли, который пришёл к власти после досрочных выборов в июле 1945 года, реализовал на практике атлантическую политику, провозглашённую Черчиллем, результатом чего стало подписание Брюссельского, а впоследствии и Североатлантического договоров. Первая хозяйка штаб-квартиры НАТО. С момента образования НАТО, Великобритания играет одну из самых активных ролей в Североатлантическом альянсе, является одним из крупнейших финансовых вкладчиков в гражданский и военный бюджет организации. |
| Венгрия                   | 12 марта 1999   | 33,4                                | 3,31                             | 0,83                            | 122                                           | Ещё до распада Организации Варшавского договора о целесообразности вступления Венгрии в НАТО заявлял министр иностранных дел Венгрии Дьюла Хорн, а в начале 1990-х годов правительство премьер-министра Йожефа Антала определило в качестве главных задач внешнеполитического курса страны вступление в НАТО и ЕС. Официальное приглашение присоединиться к НАТО Венгрия получила на Мадридском саммите в 1997 году. Венгерское правительство сразу же приняло приглашение. 16 ноября 1997 года в стране был проведён всенародный референдум относительно членства в Альянсе. В нём приняло участие 42,4 % избирателей, из которых 85,3 % (3,3 млн человек) высказалось за вступление в НАТО. Все политические партии Венгрии, как правые, так и левые, также поддержали вступление страны в Североатлантический союз. Протокол о вступлении Венгрии в Альянс был подписан в декабре 1997 года. 12 марта 1999 года Венгрия присоединилась к Североатлантическому альянсу. |
| Германия                  | 9 мая 1955      | 200,77                              | 3,45                             | 1,35                            | 602                                           | В мае 1955 года ФРГ стала членом Североатлантического альянса, а ГДР присоединилась к странам Варшавского договора, что стало окончательным оформлением военных блоков в Европе. Германия стала третьей после Греции и Турции которая присоединилась к НАТО: активное привлечение ГДР в орбиту военных интересов СССР беспокоило Западную Германию, но европейские страны, прежде всего Франция, в 1954 году выступали против воссоздания сильной немецкой армии. Решающим стало 23 октября 1954 года, когда ФРГ и Италия присоединились к Западноевропейскому союзу. В тот же день на Парижской конференции состоялось подписание ряда соглашений, которые открывали для ФРГ путь в НАТО. Юридическое оформление ремилитаризации Западной Германии произошло на 14-й, 15-й и 16-й сессиях совета НАТО: 17—18 декабря 1954 года Парижские соглашения были одобрены, а 5 мая 1955 года — вступили в силу. 9 мая 1955 года ФРГ была принята в Альянс. Германия получила право на формирование вооружённых сил, однако не имела права иметь собственное оружие массового поражения. |
| Греция                    | 18 февраля 1952 | 177,6                               | 16,6                             | 1,72                            | 551                                           | Является одним из старейших членов Североатлантического альянса — вместе с Турцией она присоединилась к блоку 18 февраля 1952 года, через три года после подписания Североатлантического договора. 14 августа 1974 года на фоне обострения кипрского кризиса премьер-министр Греции Константинос Караманлис заявил о выходе Греции из военной организации НАТО, мотивируя этот шаг неспособностью блока помешать возникновению вооружённого конфликта между Грецией и Турцией. Впоследствии антизападные и антиамериканские настроения в стране постепенно сошли на нет, и в 1980 году Греция вернулась к участию в военной организации альянса. Другой сосед Греции — Македония долгое время испытывала трудности со вступлением в НАТО из-за того, что Греция, опасаясь внутреннего сепаратизма, блокировала вступление Македонии в НАТО, настаивая на изменении названия этого государства. |
| Дания                     | 4 апреля 1949   | 22,88                               | 4,24                             | 1,41                            | 818                                           | Одна из стран — основательниц НАТО. Присоединения к Альянсу произошло по инициативе социал-демократов, которые представляли широкие слои датского общества. С момента вступления в НАТО Дания объявила, что не намерена в мирное время размещать на своей территории военные базы и ядерное оружие. Кроме того, она заявила желание ограничить военную деятельность других государств на острове Борнхольм (однако данные устремления не были закреплены законодательно и не распространялись на остров Гренландия и Фарерские острова. В течение «холодной войны» Дания придерживалась политики «относительного нейтралитета», однако позже заняла более активную позицию — её внешнеполитические усилия сыграли принципиальную роль в интеграции в НАТО Эстонии, Латвии и Литвы, поддерживает вступление в Альянс Украины и Грузии. |
| Исландия                  | 4 апреля 1949   | 0                                   | 0                                | 0,13                            | 37                                            | Одна из стран — основательниц НАТО и единственное государство Альянса, которое не имеет собственных вооружённых сил. В марте — апреле 1949 года в Исландии состоялась первая в истории массовая акция протеста против присутствия войск НАТО, которая, впрочем, не повлияла на решение Альтинга подтвердить членство в Альянсе. Вопрос о выводе войск НАТО с территории страны неоднократно поднимался в течение всего периода «холодной войны». В середине 1950-х годов в Исландии развернулось движение за вывод иностранных войск с территории острова, что заставило правительство Исландии предъявить 1 июня 1956 года соответствующую ноту правительства США, однако в декабре того же года нота была отозвана. В 1985 году Альтинг единодушно проголосовал за объявление Исландии безъядерной зоной. Исландия представлена во всех основных комитетах НАТО, делает взносы в военный и гражданский бюджеты НАТО, а также в Программу инвестиций по обеспечению безопасности. |
| Испания                   | 30 мая 1982     | 177,95                              | 3,49                             | 0,86                            | 267                                           | Приоритетом внешней политики Испании присоединения к НАТО стало с начала 1980-х годов, с приходом к власти правительства Леопольдо Кальво-Сотело. 30 мая 1982 года Испания была принята в Альянс, став шестнадцатым членом Североатлантического союза. Однако, 28 октября 1982 года на выборах в Генеральных кортесов победила Испанская социалистическая рабочая партия и новое правительство заявило о начале «периода осмысления и о приостановлении переговоров о военной интеграции Испании в НАТО». 23 октября 1984 года Фелипе Гонсалес объявил о подготовке к референдуму о продлении участия страны в НАТО, который состоялся 12 марта 1986 года. 52,54 % испанцев выступили за продление участия страны в Альянсе, 39,83 % — против, 6,54 % — воздержались; в голосовании участие 59,71 % избирателей. После референдума Испания стала в полном объёме участвовать в работе всех политических институтах НАТО. Что касается военной структуры, то это государство была представлена в качестве наблюдателя в группе ядерного планирования, совместной системе связи НАТО. Испанские войска оставались под контролем национального командования, но были готовы действовать совместно с войсками других стран НАТО. В 1996 году испанский парламент одобрил участие страны в общей командной структуре НАТО. |
| Италия                    | 4 апреля 1949   | 230,35                              | 3,42                             | 1,69                            | 529                                           | Одна из стран — основательниц НАТО. Присоединение к Альянсу произошло по инициативе христианских демократов во главе с премьер-министром Альчиде де Гаспери. Вступление Италии в НАТО активно поддерживали США, против изначально выступала Франция, которая впоследствии изменила свою позицию и поддержала включение Италии в число кандидатов. Вступление Италии в Североатлантический альянс позволило ей обойти ограничения численности вооружённых сил, наложенных на неё условиями Мирного договора 1947 года после Второй мировой войны. Так, с 1970-х годов численность вооружённых сил Италии вместе c корпусом карабинеров превысила 440 000 человек. И только после 1991 года численность ВС Италии начала несколько снижаться. |
| Канада                    | 4 апреля 1949   | 62,3                                | 1,61                             | 1,24                            | 530                                           | Одна из стран-основательниц и активный член НАТО. Ещё в период создания НАТО канадские дипломаты играли важную роль в разработке Североатлантического договора — Оттава считала, что НАТО мог бы стать противовесом США и обеспечить Канаде определённую свободу действий в отношениях с ними. Всегда стремилась проводить в Альянсе самостоятельную политику. Так, несмотря на блокаду Кубы во время Карибского кризиса, Канада продолжала поддерживать экономические и дипломатические отношения с этой страной, а во время войны в Югославии — сопротивлялась нанесению бомбовых ударов по Сербии. Вместе с тем Канада полностью поддерживает все программы НАТО, направленые на наращивание оборонного потенциала блока. |
| Латвия                    | 29 марта 2004   | 5,5                                 | 2,13                             | 0,92                            | 138                                           | Членом Совета североатлантического сотрудничества Латвия стала в декабре 1991 года, а в 1994 году — одним из первых присоединилась к программе «Партнёрство ради мира». В «Основных направлениях внешней политики Латвии до 2005 года», принятых Сеймом в 1995 году, членство в НАТО и ЕС были определены основными направлениями внешней политики. На встрече на высшем уровне в Вашингтоне в 1999 году, НАТО признала Латвию одним из возможных кандидатов в члены Альянса. Была приглашена к вступлению в Альянс 21 февраля 2002 в Праге. 26 марта 2003 государства — члены НАТО подписали в Брюсселе протоколы к договору о присоединении Латвии и ряда других государств к Североатлантическому договору. На момент вступления такое решение поддерживали 74,1 % граждан Латвии. 2 апреля 2004 года в Брюсселе состоялась торжественная церемония принятия семи новых членов в НАТО. |
| Литва                     | 29 марта 2004   | 13,51                               | 3,53                             | 0,97                            | 101                                           | В декабре 1991 года Литва присоединилась к Совету североатлантического сотрудничества, и уже в январе 1992 года было создано официальное представительство Литвы в Брюсселе по связям с Европейским сообществом и по НАТО. В мае 2000 года была создана так называемая «Вильнюсская группа девяти государств», стремившихся к членству в НАТО. Деятельность этой группы, членом которой была Литва, была нацелена на практическое сотрудничество, обмен информацией и лоббирования своих интересов в государствах НАТО. В 2002 году на Пражском саммите НАТО Литва вместе с другими кандидатами была приглашена к началу переговоров о вступлении в Североатлантический союз. 26 марта 2003 государства — члены НАТО подписали в Брюсселе протоколы к договору о присоединении Литвы и ряда других государств к Североатлантическому договору. |
| Люксембург                | 4 апреля 1949   | 0,9                                 | 1,92                             | 0,60                            | 402                                           | Одна из стран — основательниц НАТО. 4 марта 1948 года Люксембург, вместе с другими странами Бенилюкса, Великобританией и Францией подписал Брюссельский договор, что стало началом формирования Североатлантического союза. Люксембург — единственная страна среди малых государств Западной Европы, что имеет хотя и маленькую, но реальную армию, которая выступает составной частью ОВС НАТО. ВС Люксембурга не имеют ни своего флота, ни военных самолётов и насчитывают всего 900 военнослужащих. |
| Северная Македония        | 27 марта 2020   | 8                                   | &&&&&&&&&&&&&&00.&&&&-0          | 6                               | 200                                           | 6 февраля 2019 года был подписан протокол о вступлении Северной Македонии в НАТО[1], который затем в течение того же года постепенно был ратифицирован всеми 29-ю странами-членами альянса. Собрание Северной Македонии ратифицировало протокол 11 февраля 2020 года, и уже 27 марта того же года Северная Македония официально стала членом НАТО. |
| Нидерланды                | 4 апреля 1949   | 53,13                               | 3,24                             | 1,27                            | 612                                           | Одна из стран — основательниц НАТО. Подписала Брюссельский (1948) и Североатлантический (1949) договоры. Этими шагами Нидерланды отказались от позиции нейтралитета, которая с 1839 года представляла собой основу внешнеполитического курса этого государства. С 1 января 2012 года на штаб Объединённого командования ОВС НАТО в нидерландском городе Брюнсюм были возложены обязанности по управлению Силами реагирования НАТО. |
| Норвегия                  | 4 апреля 1949   | 29,1                                | 4,68                             | 1,40                            | 1405                                          | Одна из стран — основательниц НАТО. После окончания Второй мировой войны Норвегия пыталась занимать позицию нейтралитета, однако отказалась от неё весной 1948 года из-за активных действий СССР на международной арене. Тем не менее, даже став членом НАТО, Норвегия пыталась занимать, насколько это было возможно, независимую позицию. В 1957 году Норвегия отказалась иметь на своей территории ядерное оружие в мирное время, а также размещать баллистические ракеты средней дальности. |
| Польша                    | 12 марта 1999   | 105                                 | 4,22                             | 1,91                            | 241                                           | Официальные контакты между Польшей и Североатлантическим альянсом были заложены министром иностранных дел Кшиштофом Скубишевским, который 21 марта 1990 года совершил первый официальный визит в штаб-квартиру НАТО. Летом того же года посольство Польши в Брюсселе установило постоянные рабочие отношения с НАТО. Первые переговоры по вступлению страны в Альянс начались в начале 1997 года, а уже в июле 1997 года члены НАТО решили пригласить Польшу для начала переговоров о присоединении к Североатлантическому союзу. Протоколы о вступлении были подписаны в декабре 1997 года. 12 марта 1999 Польша присоединились к Североатлантическому альянсу, в ходе первой после распада СССР волны его расширения. |
| Португалия                | 4 апреля 1949   | 44,9                                | 4,25                             | 1,29                            | 442                                           | Одна из стран — основательниц НАТО. Во Второй мировой войне диктаторское правительство Салазара проводило политику так называемого «среднего пути» и в отличие от Франсиско Франко никогда не стремилось к соглашению с нацистами. Не принимая непосредственного участия в военных действиях, Португалия смогла сохранить свою колониальную империю вплоть до 1974 года. В сентябре 1948 года Лиссабон присоединился к плану Маршалла, а в апреле 1949 году — к Североатлантическому союзу. После свержения в стране фашистского режима в 1974 году и начавшейся демократизации в обществе, Португалия продолжила активное сотрудничество в рамках НАТО. |
| Румыния                   | 29 марта 2004   | 93,6                                | 4,31                             | 1,29                            | 116                                           | В 1991 году президент Румынии Ион Илиеску направил генеральному секретарю НАТО послание, в котором проинформировал о готовности установить тесное сотрудничество с Североатлантическим альянсом. В январе 1994 года Румыния одной из первых среди постсоциалистических стран присоединилась к программе «Партнёрство ради мира». В 1995 году начала Программу индивидуального партнёрства с НАТО. В апреле 1997 года парламент Румынии единогласно принял решение обратиться к участникам Мадридского саммита НАТО с просьбой оказать поддержку в вопросе вступления страны в Альянс. В том же году на Мадридском саммите Румыния получила статус страны — кандидата на членство в НАТО. Была приглашена к вступлению в Альянс 21 февраля 2002 года на Пражском саммите. С 29 марта 2004 года Румыния — член НАТО. |
| Словакия                  | 29 марта 2004   | 26,2                                | 4,05                             | 1,12                            | 183                                           | Словакия провозгласила курс на вступление в НАТО сразу после обретения независимости в январе 1993 года. В числе первых в феврале 1994 года присоединилась к программе «Партнёрство ради мира». В том же году присоединилась к Программе планирования процессов и анализа, а в ноябре 1995 года приняла Программу индивидуального партнёрства. По инициативе оппозиции, в 1997 году в Словакии была предпринята попытка проведения общенационального референдума. Бюллетени содержали три вопроса: о вступлении в НАТО, о размещении ядерного оружия и размещение иностранных военных баз. В голосовании 23 мая приняли участие лишь 9,8 % граждан. Из них 54 % высказались против вхождения в НАТО, 89 % против размещения ядерного оружия и 83,5 % против размещения военных баз. Референдум был признан ЦИК недействительным из-за многочисленных нарушений. После прихода к власти в 1998 году, бывшая оппозиция во главе с Микулашем Дзуриндой стала проводить согласованный курс на интеграцию в евроатлантическую структуру безопасности и к вопросу референдума не возвращалась. В июне 1999 года, согласно Плану действий относительно членства, принятым на Вашингтонском саммите, правительство Словакии утвердило Программу по подготовке страны к вступлению в Альянс. В марте 2001 года Национальный совет Словакии принял новую стратегию безопасности, в которой был провозглашён курс на присоединение к НАТО. Официально приглашена к вступлению в Альянс 21 февраля 2002 на Пражском саммите. 29 марта 2004 года Словакия стала членом НАТО. |
| Словения                  | 29 марта 2004   | 9                                   | 1,21                             | 1,18                            | 274                                           | Словения провозгласила курс на вступление в НАТО сразу после провозглашения независимости от Югославии в 1991 году. В 1996 году Словения присоединилась к ССАС и том же году в числе первых государств — участников программы «Партнёрство ради мира», приняла предложение Альянса о начале Индивидуального диалога. В апреле 1997 года Государственное собрание Словении приняли декларацию о членстве в НАТО, а в августе президент республики Милан Кучан подписал указ об открытии миссии Словении при НАТО. Официально приглашена к вступлению в Альянс 21 февраля 2002 на Пражском саммите. В марте 2003 года в Словении был проведён консультативный референдум, явка на котором составила 60,29 %. За вступление в НАТО высказались 66,02 %. 29 марта 2004 года Словения стала членом НАТО. |
| Соединённые Штаты Америки | 4 апреля 1949   | 1477                                | 4,76                             | 4,35                            | 2008                                          | Одна из стран — основательниц НАТО и депозитарий Североатлантического договора. Подписание в мирное время военного союза с европейскими государствами стало беспрецедентным актом в истории Соединённых Штатов: конституция США, принятая ещё в 1787 году, по сути лишала правительство возможности заключать военные союзы с иностранными государствами. Важным шагом на пути выхода США из «изоляционизма» стало принятие в июне 1948 года Сенатом США резолюции Вандерберга, которая позволяла оказание помощи региональным военным союзам. 6 июня 1948 года начались переговоры между США и странами Брюссельского пакта, а 4 апреля 1949 года был подписан Вашингтонский договор. Вооружённые силы США — сильнейшая армия среди стран — членов НАТО: примерно треть всей военной мощи Альянса приходится на американских военных. В связи с тем, что Вашингтон с момента зарождения НАТО несёт основное бремя расходов, направленных на вооружение других членов блока, он обеспечил себе не только руководящее, но и привилегированное положение в Североатлантическом альянсе. |
| Турция                    | 18 февраля 1952 | 726                                 | 8,99                             | 2,31                            | 234                                           | Является одним из старейших членов Североатлантического альянса — вместе с Грецией она присоединилась к блоку 18 февраля 1952 года, через три года после подписания Североатлантического договора. Основа принятия в Альянс «несевероатлантических» членов — Греции и Турции, — лежит в основе доктрины Трумэна — расширение военной и экономической помощи государствам, уязвимым для советской угрозы. Вступление Турции в Североатлантический альянс с одной стороны защитил Анкару от постоянной угрозы захвата Черноморских проливов со стороны России — СССР, с другой — позволил НАТО усилить её «южный фланг». Сразу после распада Советского Союза Турция поддержала идею расширения НАТО в рамках политики «открытых дверей», направленную на приём в НАТО стран бывшего социалистического лагеря, а также активно участвует в механизмах партнёрства с государствами Черноморского региона и Южного Кавказа, которые в данный момент членами НАТО не являются. |
| Финляндия                 | 4 апреля 2023   |                                     |                                  |                                 |                                               | Финляндия подала заявку на вступление в НАТО 18 мая 2022 года вместе со Швецией. Изначально невысокая поддержка населением Финляндии присоединения к альянсу резко выросла после вторжения России на Украину. Поначалу вступление Финляндии блокировала Турция, обвиняя её в укрывательстве членов Рабочей партии Курдистана. 23 марта 2023 года президент Финляндии Саули Нийнистё подписал законы о вступлении страны в НАТО, а 4 апреля 2023 года Финляндия стала членом альянса. |
| Франция                   | 4 апреля 1949   | 259,05                              | 4,27                             | 1,80                            | 924                                           | Одна из стран — основательниц НАТО, однако с 1966 до 2009 год Франция была вне военной организации НАТО, участвуя в работе Альянса только на политическом уровне. В 1958 году президент Франции Шарль де Голль предложил учредить трёхсторонний директорат НАТО в составе США, Великобритании и Франции и попросил предоставить Франции помощь в создании ядерного оружия. Получив решительный отказ, французское правительство приняло решение о постепенном выходе Франции из военной организации блока, о чём было окончательно объявлено в начале 1966 года. Согласно заявлению Франции, все объекты Альянса, а также объекты ОВС НАТО на ЦЕ ТВД должны были покинуть территорию страны до апреля 1967 года. К этому моменту она уже пополнила список мировых ядерных держав. Несмотря на выход из военной структуры, Франция тогда же подписала с НАТО два технических соглашения, определяющих совместные действия в случае агрессии со стороны СССР. Позиция де Голля по НАТО оказалась слишком радикальной, и последующие французские президенты постепенно её смягчали. Полное возвращение Франции в военную организацию НАТО произошло в 2009 году при президенте Николя Саркози: в марте Национальное собрание проголосовали за предложение президента о возвращении Франции в командные структуры НАТО, а официальное решение было объявлено на саммите НАТО в Страсбурге и Кёльне. При этом Франция не присоединилась к деятельности Группы ядерного планирования НАТО.                                                                            |
| Хорватия                  | 1 апреля 2009   | 51                                  | 6,63                             | 1,70                            | 214                                           | Впервые делегация Хорватии посетила с визитом штаб-квартиру НАТО и заявила о желании Загреба участвовать в программе программы «Партнёрство ради мира» весной 1994 года. В мае 2000 года Хорватия присоединилась к «Партнёрству ради мира» и стала членом Совета евро-атлантического партнёрства. В феврале 2001 года было открыто представительство Хорватии при НАТО. В 2003 году Албания, Хорватия и Македония, с целью координации совместного движения в евро-атлантические структуры, создали инициативное объединение под названием «Адриатическая хартия». Однако в 2008 году присоединение Македонии к НАТО было заблокировано Грецией. Принципиальное решение о вступлении в Альянс двух других стран было принято на Бухарестском саммите 2008 года. Хорватия вступила в НАТО 1 апреля 2009 года, накануне саммита Североатлантического альянса в Страсбурге и Кёльне. |
| Черногория                | 5 июня 2017     | 1,9                                 |                                  | 1,3                             | 50                                            | 19 мая 2016 года был подписан протокол о вступлении Черногории в НАТО. После его ратификации всеми членами НАТО в мае 2017 года Черногория официально присутствовала на саммите НАТО в Брюсселе. 5 июня 2017 года официально стала членом НАТО |
| Чехия                     | 12 марта 1999   | 57,05                               | 5,57                             | 1,08                            | 202                                           | Сразу после распада ЧССР в 1993 году Чехия как независимое государство была принята в Совет евро-атлантического партнёрства и взяла курс на членство в Североатлантическом альянсе. С 1994 года — участник программы «Партнёрство ради мира». В 1996 году правительство Чехии создало рабочий комитет по вопросам интеграции в НАТО. В июле 1997 года на Мадридском саммите НАТО пригласило Чехию для начала переговоров о присоединении к Североатлантическому союзу. В апреле 1998 года парламент Чехии проголосовал за вступление страны в НАТО; о вступлении были подписаны в декабре 1997 года. 12 марта 1999 года Чехия присоединилась к Североатлантическому альянсу. На момент непосредственного вступления в НАТО уровень поддержки этого шага в Чехии был низким (на 1997 год — около 37 % населения), но через несколько лет существенно вырос. |
| Швеция                    | 7 марта 2024    |                                     |                                  |                                 |                                               | Швеция подала заявку на вступление в НАТО 18 мая 2022 года вместе с Финляндией, а 5 июля подписан протокол о вступлении этих стран в альянс. 7 марта 2024 года Швеция официально вступила в НАТО. Страна стала 32-м участником Североатлантического альянса. |
| Эстония                   | 29 марта 2004   | 5,51                                | 4,13                             | 2,00                            | 381                                           | Одна из стран — основательниц Совета евро-атлантического партнёрства. 3 февраля 1994 года присоединилась к программе «Партнёрство ради мира». В 1996 году начала программу «Интенсивный диалог по членству в НАТО». На встрече в Вашингтоне в 1999 году НАТО признало Эстонию как одного из возможных кандидатов в члены Альянса. 29 марта 2004 года Эстония вместе с рядом других государств вступила в Североатлантический Альянс. 2 апреля 2004 года в Брюсселе состоялась торжественная церемония принятия семи новых членов в НАТО. |

## Комментарии
1. ↑  Информация актуальна по состоянию на 2022 год